# 호르네오피톤

호르네오피톤(Horneophyton)은 호르네오피톤속을 아우르는 데본기 중기의 화석 식물이다. 호르네오피톤강에 속한다. 스코틀랜드의 데본기 라이니 처트층에서 가장 풍부한 화석 생물의 하나이다. 포자낭 속에 뿔이끼류와 비슷한 기둥축이 있어서, 선태식물과 유연 관계가 있는 것으로 여겨진다.
알려진 종으로는 Horneophyton lignieri가 하나 있다.

## 갤러리

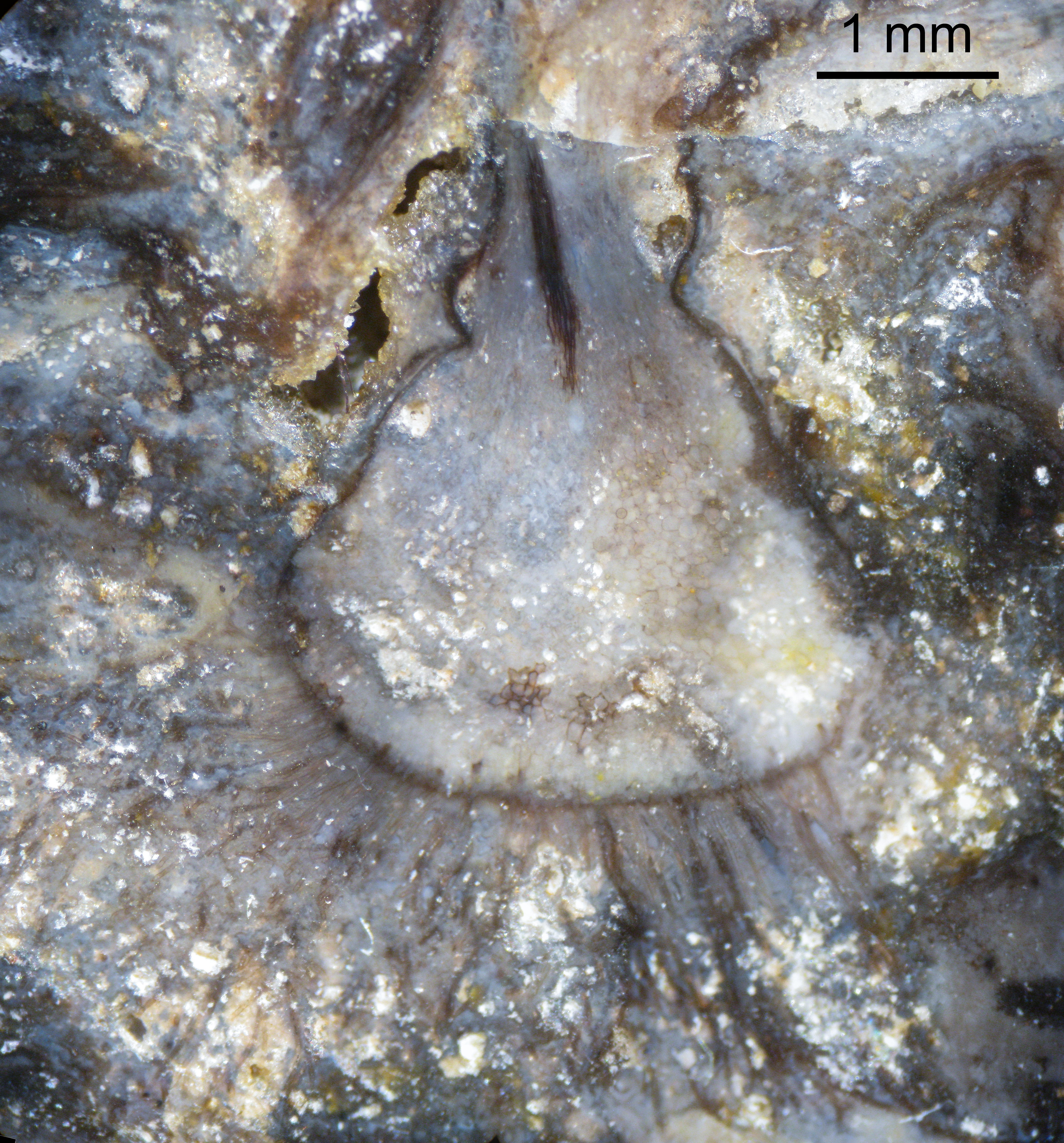